# Groupement des industries françaises aéronautiques et spatiales
 (février 2016).
Si vous disposez d'ouvrages ou d'articles de référence ou si vous connaissez des sites web de qualité traitant du thème abordé ici, merci de compléter l'article en donnant les références utiles à sa vérifiabilité et en les liant à la section « Notes et références ».
Le groupement des industries françaises aéronautiques et spatiales (GIFAS) est une fédération professionnelle créée en 1908 qui regroupe 366 sociétés (janvier 2016) — depuis les grands maîtres d'œuvre et systémiers jusqu'aux PME — spécialisées dans l'étude, le développement, la réalisation, la commercialisation et la maintenance de tous programmes et matériels aéronautiques et spatiaux,.
Son domaine recouvre les avions civils et militaires, les hélicoptères, les drones, les moteurs, les missiles, les satellites et les lanceurs spatiaux, les grands systèmes aéronautiques, de défense et de sécurité, les équipements, les sous-ensembles et les logiciels associés.
À travers sa filiale SIAE, le GIFAS organise, tous les deux ans (années impaires), le Salon international de l'aéronautique et de l'espace de Paris-Le Bourget.
Son siège est situé à Paris.

## Historique
La chambre syndicale des industries aéronautiques est créée le 11 janvier 1908 par un groupe de pionniers : Robert Esnault-Pelterie, Louis Blériot, Louis Charles Breguet et Gabriel Voisin. Elle devient le 4 novembre 1936 l'Union syndicale des industries aéronautiques (USIA), le 20 juillet 1961 l'Union syndicale des industries aéronautiques et spatiales (USIAS), puis le 17 juillet 1975 le Groupement des industries françaises aéronautiques et spatiales (GIFAS).
André Granet, fondateur du syndicat, en est le secrétaire général jusqu'en 1956. Quand les équipements aéronautiques commencent à prendre de l'importance, certains fabricants forment un syndicat en 1961, le SOREA (Syndicat d'organes et d'équipements aéronautiques), devenu en 1967 le SOREAS (comme l'USIA est devenu l'USIAS, avec un « S » pour spatial), dont les membres adhérent en 1970 à l'USIA pour constituer avec les équipementiers de cette dernière le groupe des équipements de l'USIA, puis de l'USIAS et, en 1975, du GIFAS.
Le 1er janvier 2004, la fusion du Groupement des industries de télécommunications et d'électronique de défense et de sécurité (GITEP-EDS) avec le GIFAS est réalisée au sein du Groupe des équipements. Si le GEAD réunit aujourd'hui les équipementiers et les ETI/PME, les petites et moyennes entreprises sont regroupées au sein du Comité AERO-PME.

### Historique des présidents
Le président actuel est Guillaume Faury, PDG d'Airbus.
| Nom                     | Années      |
| ----------------------- | ----------- |
| Albert de Dion          | 1908 à 1909 |
| Robert Esnault-Pelterie | 1909 à 1919 |
| Alfred Leblanc          | 1919 à 1922 |
| Louis Charles Breguet   | 1922 à 1927 |
| Fernand Lioré           | 1927 à 1931 |
| Henry Potez             | 1931 à 1935 |
| Henry de l'Escaille     | 1935 à 1941 |
| Raymond Saulnier        | 1941 à 1945 |
| Marcel Dassault         | 1945 à 1947 |
| Jean Heinrich           | 1947 à 1948 |
| Georges Héreil          | 1948 à 1952 |
| Maurice Heurteux        | 1952 à 1956 |
| Georges Glasser         | 1956 à 1957 |
| Henri Desbruères        | 1957 à 1961 |
| Benno-Claude Vallières  | 1961 à 1965 |
| Jean Cahen-Salvador     | 1965 à 1967 |
| Robert Blum             | 1967 à 1968 |
| Marcel Chassagny        | 1968 à 1971 |
| Henri Ziegler           | 1971 à 1974 |
| Jacques Maillet         | 1974 à 1977 |
| René Ravaud             | 1977 à 1981 |
| Jacques Mitterrand      | 1981 à 1985 |
| Jacques Benichou        | 1985 à 1987 |
| Jacques-André Larpent   | 1987 à 1989 |
| Henri Martre            | 1989 à 1993 |
| Serge Dassault          | 1993 à 1997 |
| Jean-Paul Béchat        | 1997 à 2001 |
| Philippe Camus          | 2001 à 2005 |
| Charles Edelstenne      | 2005 à 2009 |
| Jean-Paul Herteman      | 2009 à 2013 |
| Marwan Lahoud           | 2013 à 2017 |
| Éric Trappier           | 2017 à 2021 |
| Guillaume Faury         | Depuis 2021 |

## Activité de lobbying

### Auprès des institutions publiques françaises
Le GIFAS est déclaré comme représentant d'intérêts auprès de la Haute Autorité pour la transparence de la vie publique. L'entreprise déclare à ce titre qu'en 2018 les coûts annuels liés aux activités directes de représentation d'intérêts auprès des institutions publiques françaises sont compris entre 100 000 et 200 000 euros.

### Auprès des institutions de l'Union européenne
Le GIFAS est inscrit au registre de transparence des représentants d'intérêts auprès de la Commission européenne. Il déclare en 2019 pour cette activité des dépenses d'un montant compris entre 100 000 et 199 999 euros.